# 오 사다하루 베이스볼 뮤지엄
오 사다하루 베이스볼 뮤지엄(일본어: 王貞治ベースボールミュージアム 오사다하루베스보루뮤지아무[*])은 오 사다하루의 노력을 기울여 만들어진 박물관이다. 2010년 7월 3일, 후쿠오카현 후쿠오카시 주오구의 야후 돔에 개관했다. 운영은 후쿠오카 소프트뱅크 호크스 마케팅 주식회사가 하고 있다.